# Airsal

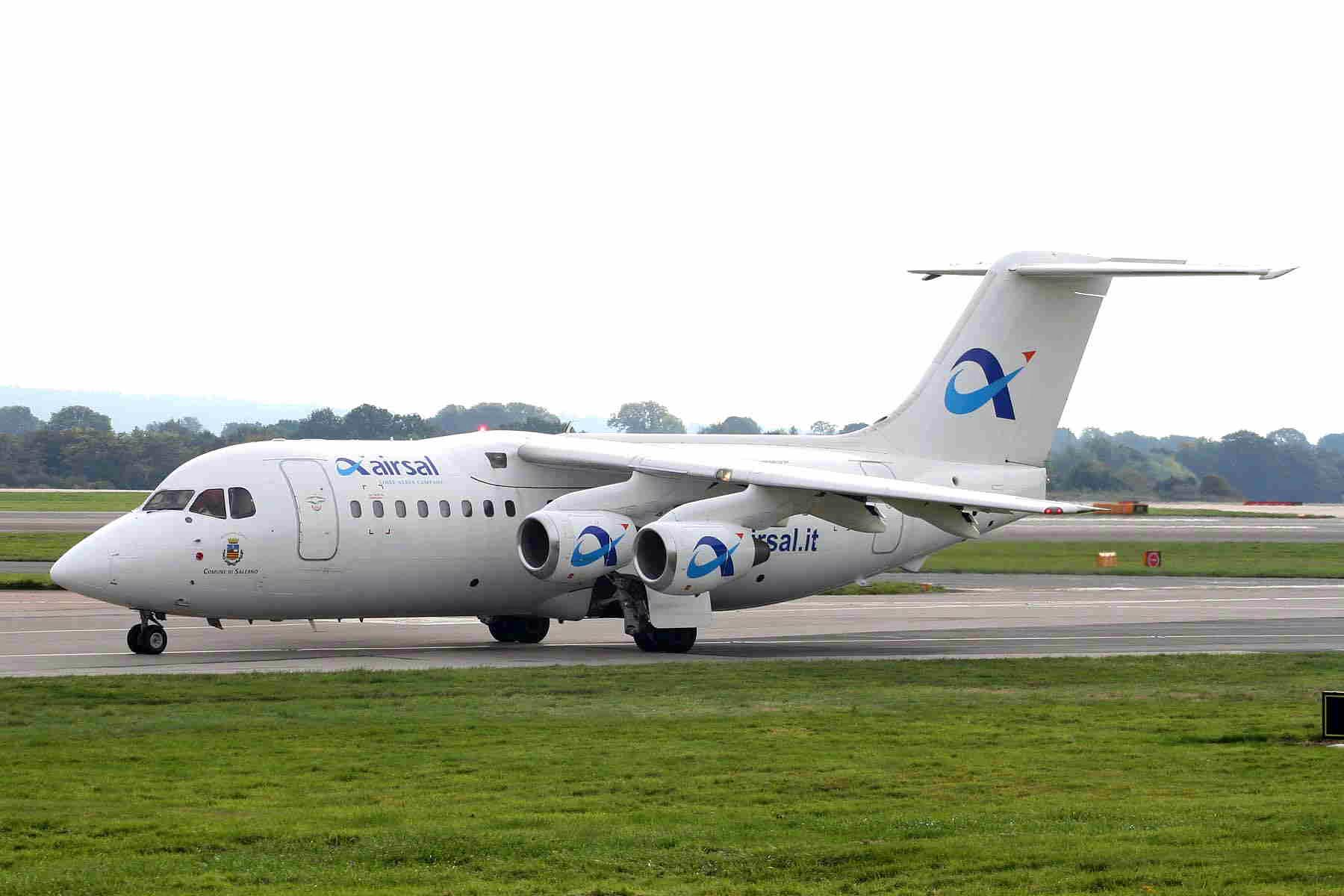
Le Bae 146-200 loué par Airsal le 19 octobre 2005 sur l'aéroport de Manchester

Airsal (Airsal Linee Aeree Campane) est une compagnie aérienne charter italienne fondée et disparue en 2005 dont le siège était à Salerne.

## Historique

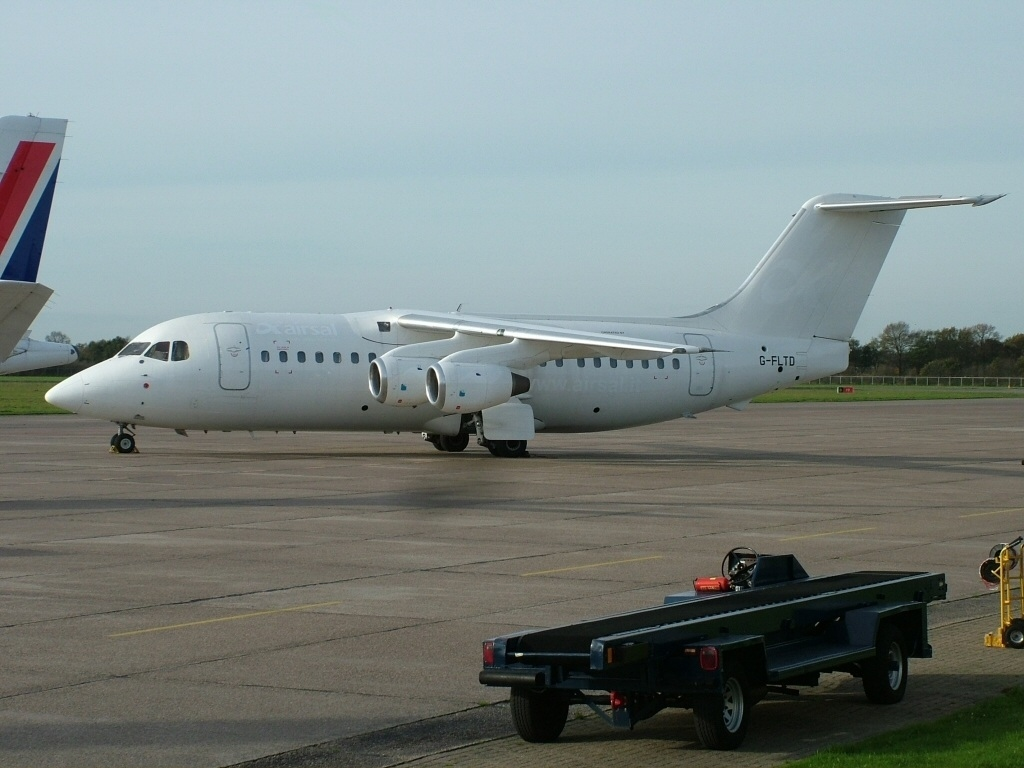
L'appareil BAe 146-200 repeint en blanc, après la fin de la location, le 14 novembre 2005 sur l'aéroport de Groningue-Eelde aux Payx-Bas.

C'est en 2005 que le sous-ministre de l'Infrastructure de l'époque,  Mario Tassone (en), a coupé le ruban au siège de la compagnie aérienne Airsal et de nouvelles perspectives de développement semblent s'ouvrir pour l' aéroport de Salerne. 
Elle à loué un BAe 146-200A (immatriculé G-FLTD) à Flightline (Royaume-Uni) pour commencer le 4 juin 2005 des opérations charter à partir de l'aéroport de Milan Malpensa, pour la société Alpitour. Selon les annonces d'Airsal, l'aéroport de Salerno Pontecagnano, à l'hiver 2006, desservait déjà les aéroports de Milan, Venise, Bologne, Palerme, Catane, Paris et Bruxelles, tandis que pour l'été 2007, il était prévu des vols directs vers Barcelone, Francfort et Londres. Le projet a échoué avec la déclaration de faillite prononcée le 19 juillet 2007 par le tribunal de Salerne . Vito Riggio (it), directeur de l’autorité civile de l’aviation italienne, déclare en 2007 cette société a eu un record de brièveté d'existence avec quatre mois d'activité effective.
Le montant du déficit a été estimé à 2 millions d'euros. Les administrateurs sont inculpés et jugés par « jugement abrégé  ». Antonio De Vita a accepté le verdict d'un an et huit mois de prison, le directeur général Giuseppe Giorgianni, qui écope de un an et quatre mois fait appel de sa condamnation. En 2015, les juges de la Cour d'appel ont confirmé la condamnation du directeur général de l'entreprise, Giuseppe Giorgianni d'un an et quatre mois pour le délit de faillite, infligée en première instance à l'issue d'un jugement abrégé, et l'indemnisation des dommages en faveur de l'administrateur judiciaire.